# Colli di Scandiano e di Canossa Lambrusco Grasparossa
Le Colli di Scandiano e di Canossa Lambrusco Grasparossa est un vin rouge de la région Émilie-Romagne doté d'une appellation DOC depuis le 20 septembre 1996. Seuls ont droit à la DOC les vins récoltés à l'intérieur de l'aire de production définie par le décret. Les vignobles autorisés se situent en province de Reggio d'Émilie dans les communes de Albinea, Quattro Castella, Bibbiano, Montecchio, San Polo d'Enza, Canossa, Vezzano sul Crostolo, Viano, Scandiano, Castellarano et Casalgrande ainsi qu'en partie sur le territoire des communes Reggio d'Émilie, Casina, Sant'Ilario d'Enza et Cavriago.
Voir aussi l’article  Colli di Scandiano e di Canossa Lambrusco Grasparossa frizzante.

## Caractéristiques organoleptiques
- couleur : rouge rubis plus ou moins intense
- odeur : vineux, agréable, parfumé
- saveur : sec, aimable ou doux, harmonique, légèrement vif

Le Colli di Scandiano e di Canossa Lambrusco Grasparossa se déguste à une température de 13 à 15 °C et il se boit jeune.

## Production
Province, saison, volume en hectolitres :
- Reggio Emilia  (1996/97)  134,4